# French Dressing (film, 1927)
Pour l’article homonyme, voir French Dressing.
Pour plus de détails, voir Fiche technique et Distribution.
French Dressing est un film muet américain réalisé par Allan Dwan et sorti en 1927.

## Synopsis
Cynthia Grey, une femme peu romantique et déterminée, trouve son mari en compagnie de son amie Peggy. La situation, bien qu'innocente, suscite quelques doutes et Cynthia opte immédiatement pour le divorce. Les deux suspects à ses yeux tentent de la convaincre de son erreur, mais en réponse elle part en voyage en France. Peggy la suit : même si elle n'obtient pas gain de cause en clamant son innocence, elle parvient à être une bonne conseillère lorsqu'il s'agit de proposer à son amie de profiter de la vie parisienne. Cynthia, au contact du nouvel environnement, change complètement son attitude face à la vie et ses relations avec les hommes, commençant à flirter avec le riche Henri de Briac. Lorsque Philip, son mari, arrive également à Paris, Cynthia devra reconnaître son erreur de jugement, grâce à Peggy et Henri.

## Fiche technique
- Réalisateur : Allan Dwan
- Scénario : J. L. Campbell d'après une histoire d'Adelaide Heilbron, adaptation de Pauline Forney[1]
- Producteurs : Allan Dwan, Robert Kane (en)
- Photographie : Ernest Haller
- Montage : Terrell Morse
- Distributeur : First National Pictures
- Durée : 7 bobines[2]
- Date de sortie : 
  - États-Unis : 10 décembre 1927

## Distribution

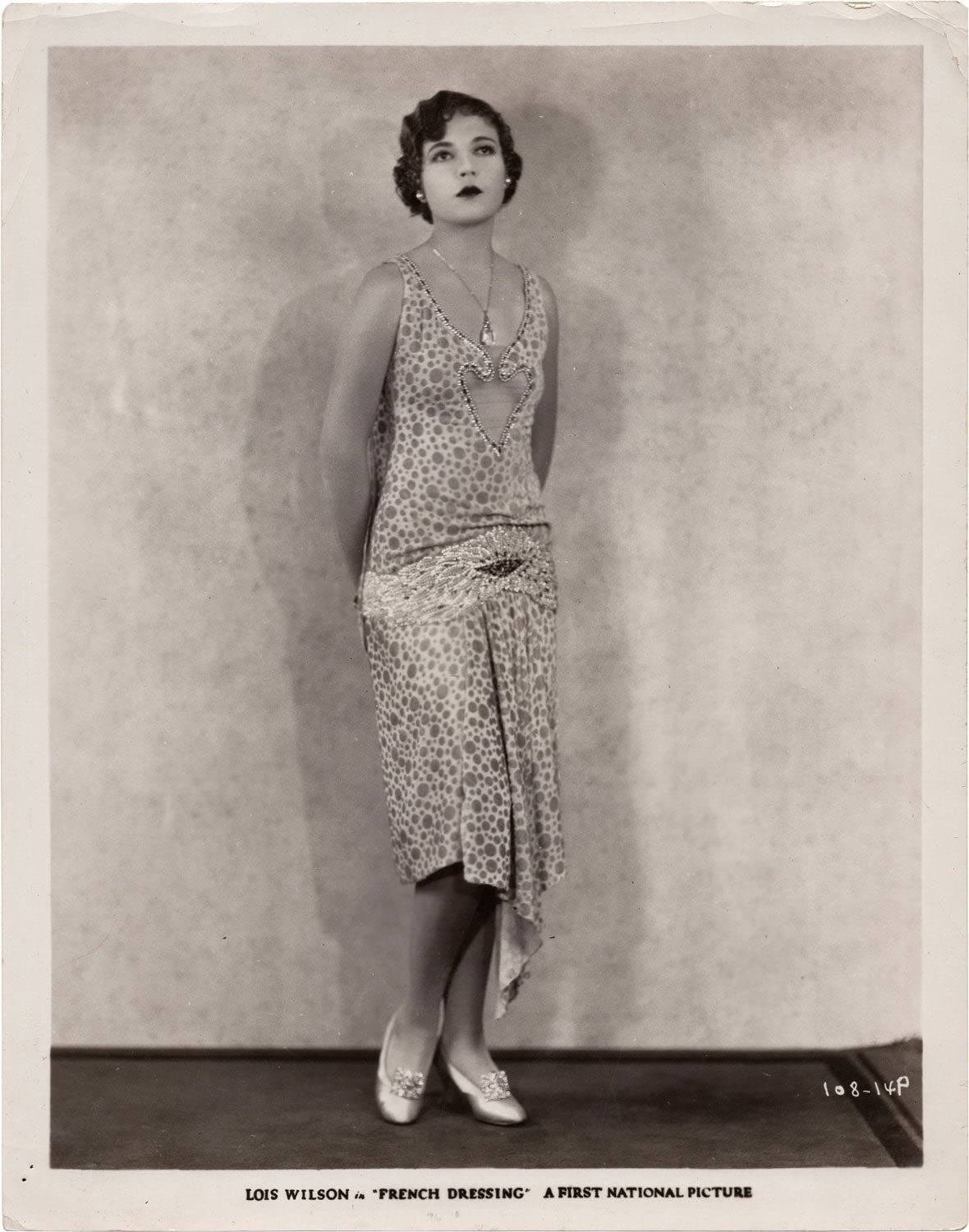
Lois Wilson, photo promotionnelle pour le film.

- H. B. Warner : Phillip Grey
- Clive Brook : Henri de Briac
- Lois Wilson : Cynthia Grey
- Lilyan Tashman : Peggy Nash
- Tim Holt (non crédité)
- Hedda Hopper (non créditée)

## Statut du film
Le film est considéré comme perdu.